# Tetracera litoralis
Tetracera litoralis är en tvåhjärtbladig växtart som beskrevs av Ernest Friedrich Gilg. Tetracera litoralis ingår i släktet Tetracera och familjen Dilleniaceae. Inga underarter finns listade i Catalogue of Life.